# 総師範KSK
総師範KSK（そうしはんケイエスケイ、本名：今井 恵介〈いまい けいすけ〉、1978年7月28日 - ）は、日本のYouTuber、タレント。
株式会社アルファ・ジャパンプロモーション所属。東京都出身。Mildom公認配信者。

## 人物
芸名及びゲーマーとしての活動名となっている「総師範KSK」の由来は、後述する『記憶のチカラIII』に置いて、旧友であり共に出演した格闘ゲームプレイヤーのヌキが命名した『神と呼ばれるプレイヤーの上に君臨する存在』として総師範と、本名をもじったKSKを組み合わせたもの。
ヌキ本人は冗談で番組ディレクターに伝えたが、本気と取られてしまい、番組内で大々的に取り扱われてしまった為、そのまま定着したものである。

### 格闘ゲームプレイヤーとして
主にプレイしているゲームは『ストリートファイターIII 2nd impactおよび3rd strike』（2nd、3rd）、『ストリートファイターIV』（ストIV）シリーズ。「2nd」ではショーン、「3rd」ではアレックス、「IV」ではアベルを主に使用している。他にも多種多様な格闘ゲームをプレイしている。
格闘ゲームプレイヤーとしては早い段階からメディアへの出演に積極的で、日本テレビ、MONDO21などの映像メディアへの出演経歴を持っている。特にMONDO21の『ゲーマーズ甲子園』においてはレギュラー出演を果たした。昨今は映像配信サイトやゲームポータルサイト等への参加が多く、ニコニコ動画の公式生放送や4gamer.netが実施した特集企画への出演が目立つ。
また、格闘ゲーム大会『闘劇』の実行委員、審判長に就任した経歴を持つ他、アメリカの世界的な格闘ゲーム大会『en:Evolution Championship Series』の2003年大会『3rd』部門において3位を獲得している。
マウスコンピューターより自らが監修したパソコン「G-Tune 裏・顔TVモデル」を発売。

### 実業家として
有限会社ゲーマーズビジョンの代表として、神奈川県横浜市にてゲームセンター『Gamer's VISION』を2003年に開店し、2010年、経営不振による閉店までオーナー店長を務めた。『Gamer's VISION』とはゲーマー、つまり総師範KSKが思い描くVISION（夢、未来）という意味合いである。店舗は現在取り壊されたものの、有限会社そのものが解散したわけではなく、ゲームセンターという業態でなくとも『Gamer's VISION』の再起を夢見ているとのこと。
また早くから格闘ゲームとインターネットを通じての動画配信の親和性に注目していた人物の一人であり、自身が経営するゲームセンター『Gamer's VISION』において行われる大会風景を録画し、ホームページにて公開するなどの精力的な活動を行ってきた人物としても知られる。また、日本の格闘ゲーム大会GODSGARDENの主催を務め、格闘ゲームの復活、盛り上げることを目標に活動を続けている。
特に、自身がメインパーソナリティーを勤めるライブビデオストリーミング番組『顔TV！』は、インターネット上での格闘ゲーム配信という分野における草分け的存在として高い人気を誇り、2010年5月から1度の休止を挟みながらも、今日まで続く人気番組となっている。

### タレントとして
2011年6月28日には音楽事務所『有限会社アットマークライブ』とタレント契約を締結したことを発表、タレントとしての活動を開始した。同事務所の社長である小池隆一郎と活動する上でのユニット『Face9（フェイス・ナイン）』を結成、現在は自ら実施しているニコニコ生放送、Ustreamなどにおける映像配信や、横浜市のライブハウス『BAY JUNGLE』などにおけるイベントプロデュースなどの活動も行なっている。

## 出演

### テレビ
- 唐沢寿明Presents 記憶のチカラIII（日本テレビ系、2006年2月11日）
- ゲーマーズ甲子園（MONDO21、2008年 - 2009年）レギュラー
- 琉熱GameTV(琉球朝日放送、2020年11月10日)出演[5]

### ラジオ
- 森本毅郎・スタンバイ! （TBSラジオ、2011年11月29日）『現場にアタック』コーナーに出演[6]

### CM
- マウスコンピューターCM「【G-Tune 】すべてはゲーマーのために」に出演[7]

### インターネット
- ゲームのじかん（ニコニコ生放送、2010年 - ）断続的に出演
- スーパーストリートファイターIV オンライン対戦会（ニコニコ生放送、2010年5月）
- 見る夢は「ストIII 4th」？　“総師範KSK”と“こくじん”タッグが挑む，「ストリートファイターIII 3rd OE」カプコン綾野APインタビュー（4gamer.net、2011年9月3日）
- 格ゲーマートークバラエティ『まだ走りたい』レギュラー出演（ニコニコ生放送、2013年-）

### イベント
- GODSGARDEN（阿佐ヶ谷Loft-A（東京都杉並区阿佐ヶ谷）・新宿ロフトプラスワンなど、2010年 - ）主催[8]
- LG CINEMA 3D Presents 第1回 eスポーツ JAPAN CUP（表参道スパイラルホール、2011年11月13日）エキシビジョンマッチに出演